# Doubravka (Plzeň)
Doubravka je část statutárního města Plzeň. Tato největší část městského obvodu Plzeň 4 se nachází na severovýchodě města. Na západním okraji Doubravky teče řeka Úslava a na východním okraji Hrádecký potok. Doubravka je také název katastrálního území o rozloze 4,16 km². V katastrálním území Doubravka leží zčásti i Lobzy.

## Historie
Na území dnešní ulice Mohylové byly nalezeny doklady lidského osídlení z doby bronzové ze 13. století př. n. l. Pravděpodobně na konci 12. století byl u soutoku Berounky a Úslavy založen kostel Svatého Jiří, což z něj dělá nejstarší kostel v Plzni (existuje ovšem legenda o založení kostela sv. Vojtěchem na konci 10. století). Z roku 1338 pochází nejstarší písemná zmínka o obci Doubravka. V roce 1509 se Doubravka stala majetkem Plzně. Od roku 1862 vede přes Doubravku železniční trať Praha-Plzeň.
V roce 1931 vznikla na území dnešní čističky dělnická kolonie Cikánka, která byla zničena při britském bombardování seřaďovacího nádraží 17. dubna 1945.

### Současnost
Dnes na Doubravce nacházejí rodinné domy i panelové domy. Jezdí tam trolejbusové linky č. 11, 13, 15, 16, 17 . Nachází se zde Špitálský les a park v Potoční. Rovněž je zde Ústřední hřbitov, což je největší hřbitov v Plzni a v jeho blízkosti se nachází nákupní centrum Velké Tesco.

## Obyvatelstvo
V roce 1880 zde žilo 545 obyvatel, v roce 1910 již 4811 obyvatel.
| Rok            | 1869 | 1880 | 1890 | 1900  | 1910  | 1921  | 1930  | 1950  | 1961  | 1970   | 1980   | 1991   | 2001   | 2011   | 2021   |
| -------------- | ---- | ---- | ---- | ----- | ----- | ----- | ----- | ----- | ----- | ------ | ------ | ------ | ------ | ------ | ------ |
| Počet obyvatel | 377  | 545  | 942  | 2 402 | 3 841 | 5 065 | 6 947 | 5 894 | 6 560 | 18 269 | 15 635 | 13 478 | 12 291 | 12 071 | 11 605 |
| Počet domů     | 57   | 75   | 90   | 164   | 226   | 427   | 804   | 930   | 930   | 1 157  | 1 069  | 1 106  | 1 167  | 1 222  | 1 247  |

## Obecní správa
Při sčítání lidu v letech 1869–1921 Doubravka byla samostatnou obcí v okrese Plzeň. Po mnohaletých jednáních se stala v roce 1924 součástí Plzně.[zdroj?]